# ATP World Tour Finals 2012 – mužská dvouhra
Dvojnásobným obhájcem titulu byla švýcarská světová dvojka Roger Federer. Turnaj probíhal od 5. do 12. listopadu 2012 v londýnské O2 Areně. Soutěž vyhrál první hráč světa Srb Novak Djoković, když ve finále porazil druhého nasazeného Federera poměrem setů 7–6(6–8) a 7–5. Po titulu z roku 2008 se jednalo o jeho druhý triumf. Federer svým prvním vítězstvím nad Tipsarevićem překonal absolutní počet výher na Turnaji mistrů, když tento rekord s 39 výhrami držel společně s Ivanem Lendlem. Následně si připsal 41. a 42. výhru.

## Nasazení hráčů
1. Novak Djoković (vítěz)
2. Roger Federer (finále)
3. Andy Murray (semifinále)
4. David Ferrer (základní skupina)
5. Tomáš Berdych (základní skupina)
6. Juan Martín del Potro (semifinále)
7. Jo-Wilfried Tsonga (základní skupina)
8. Janko Tipsarević (základní skupina)

## Náhradníci
1. Richard Gasquet (nezasáhl do turnaje)
2. Nicolás Almagro (nezasáhl do turnaje)

## Soutěž
| Legenda                                                       |                                                                        |                                                   |
| - Q – kvalifikant - WC – divoká karta - LL – šťastný poražený | - Alt – náhradník - SE – zvláštní výjimka - PR/SR – žebříčková ochrana | - w/o – bez boje - r – skreč - d – diskvalifikace |

### Finálová fáze
|  | Semifinále | Semifinále            | Semifinále    | Semifinále | Semifinále |               |   | Finále         | Finále | Finále | Finále | Finále |
|  |            |                       |               |            |            |               |   |                |        |        |        |        |
|  | 1          | Novak Djoković        | 4             | 6          | 6          |               |   |                |        |        |        |        |
|  | 6          | Juan Martín del Potro | 6             | 3          | 2          |               |   |                |        |        |        |        |
|  | 6          | Juan Martín del Potro | 6             | 3          | 2          |               | 1 | Novak Djoković | 78     | 7      |        |        |
|  |            |                       |               |            |            |               | 1 | Novak Djoković | 78     | 7      |        |        |
|  |            | 2                     | Roger Federer | 6          | 5          |               |   |                |        |        |        |        |
|  | 2          | 2                     | Roger Federer | 6          | 5          | Roger Federer | 7 | 6              |        |        |        |        |
|  | 2          |                       |               |            |            | Roger Federer | 7 | 6              |        |        |        |        |
|  | 3          | Andy Murray           | 65            | 2          |            |               |   |                |        |        |        |        |

### Skupina A
|    |                    | Djoković      | Murray        | Berdych       | Tsonga        | Zápasy V/P | Sety V/P     | Hry V/P        | Pořadí |
| 1. | Novak Djoković     |               | 4–6, 6–3, 7–5 | 6–2, 7–66     | 7–64, 6–3     | 3–0        | 6–1 (85,7 %) | 43–31 (58,1 %) | 1.     |
| 3. | Andy Murray        | 6–4, 3–6, 5–7 |               | 3–6, 6–3, 6–4 | 6–2, 7–63     | 2–1        | 5–3 (62,5 %) | 42–38 (52,5 %) | 2.     |
| 5. | Tomáš Berdych      | 2–6, 66–7     | 6–3, 3–6, 4–6 |               | 7–5, 3–6, 6–1 | 1–2        | 3–5 (37,5 %) | 37–40 (48,1 %) | 3.     |
| 7. | Jo-Wilfried Tsonga | 64–7, 3–6     | 2–6, 63–7     | 5–7, 6–3, 1–6 |               | 0–3        | 1–6 (14,3 %) | 29–42 (40,8 %) | 4.     |

Pořadí je určeno na základě následujících kritérií: 1) počet vyhraných utkání; 2) počet odehraných utkání; 3) vzájemný poměr utkání u dvou hráčů se stejným počtem výher; 4) procento vyhraných setů, procento vyhraných her u třech hráčů se stejným počtem výher; 5) rozhodnutí řídící komise.
- V/P – výhry / prohry

### Skupina B
|    |                       | Federer        | Ferrer        | Del Potro      | Tipsarević    | Zápasy V/P | Sety V/P     | Hry V/P        | Pořadí |
| 2. | Roger Federer         |                | 6–4, 7–65     | 63–7, 6–4, 3–6 | 6–3, 6–1      | 2–1        | 5–2 (71,4 %) | 40–31 (56,3 %) | 1.     |
| 4. | David Ferrer          | 4–6, 65–7      |               | 6–3, 3–6, 6–4  | 4–6, 6–3, 6–1 | 2–1        | 4–4 (50,0 %) | 41–36 (53,2 %) | 3.     |
| 6. | Juan Martín del Potro | 7–63, 4–6, 6–3 | 3–6, 6–3, 4–6 |                | 6–0, 6–4      | 2–1        | 5–3 (62,5 %) | 42–34 (55,3 %) | 2.     |
| 8. | Janko Tipsarević      | 3–6, 1–6       | 6–4, 3–6, 1–6 | 0–6, 4–6       |               | 0–3        | 1–6 (14,3 %) | 18–40 (31,0 %) | 4.     |

Pořadí je určeno na základě následujících kritérií: 1) počet vyhraných utkání; 2) počet odehraných utkání; 3) vzájemný poměr utkání u dvou hráčů se stejným počtem výher; 4) procento vyhraných setů, procento vyhraných her u třech hráčů se stejným počtem výher; 5) rozhodnutí řídící komise.
- V/P – výhry / prohry